# Kościół Najświętszego Serca Pana Jezusa w Zabrzu
Kościół Najświętszego Serca Pana Jezusa w Zabrzu – zabytkowy kościół położony w Zabrzu-Rokitnicy przy ulicy Kardynała Stefana Wyszyńskiego 14.

## Historia
W 1911 roku rozpoczęto budowę kościoła wg projektu architekta Ernesta Kühna. kamień węgielny poświęcono 15 października tego samego roku. koszt budowy wyniósł 206 932 marek. Uroczystość poświęcenia świątyni odbyła się rok później, 17 listopada.
Konsekracji dokonał kardynał Adolf Bertram dnia 28 października 1923 roku.

## Architektura
Świątynia jest trzynawowa z wieżą i prezbiterium z półkolistą absydą w stylu późnego eklektyzmu.

### Ołtarz główny
Ołtarz główny został zbudowany w 1913 przez Georga Schreinera. Konstrukcję wykonano z drzewa świerkowego. W centrum ołtarza znajduje się figura Chrystusa, a wokół niej różne postaci. Na samej górze aniołowie trzymają wieniec i napis IHS. W mensie umieszczono relikwie św. Maurycego i św. Urszuli.

### Ołtarze boczne
Po lewej stronie znajduje się ołtarz Niepokalanego Poczęcia Maryi (z 1925, autorstwa Mathiasa Beule), a po prawej św. Józefa (z 1926, autorstwa Franza Schinka).
W tyle kościoła znajduje się kaplica Jezusa ubiczowanego z rzeźbą z 1933 autorstwa Franza Schinka i obraz nieznanego artysty z 1870.

### Organy
Dawniej w kościele używano fisharmonii. Organy zbudowała firma Paula Berschdorfa z Nysy za kwotę 20.750 marek. W 1928 roku były już gotowe. Instrument posiada 33 głosy, 2 manuały, trakturę pneumatyczną.

### Dzwony
Na wieży wiszą cztery dzwony odlane w Odlewni Dzwonów Janusza Felczyńskiego, w Przemyślu, w 1993 i 1994 roku. Noszą imiona: św. Józef, św. Barbara, Matka Boska i Serce Jezusa. Ważą ok. 150, 350, 700 i 1200 kg.

## Galeria

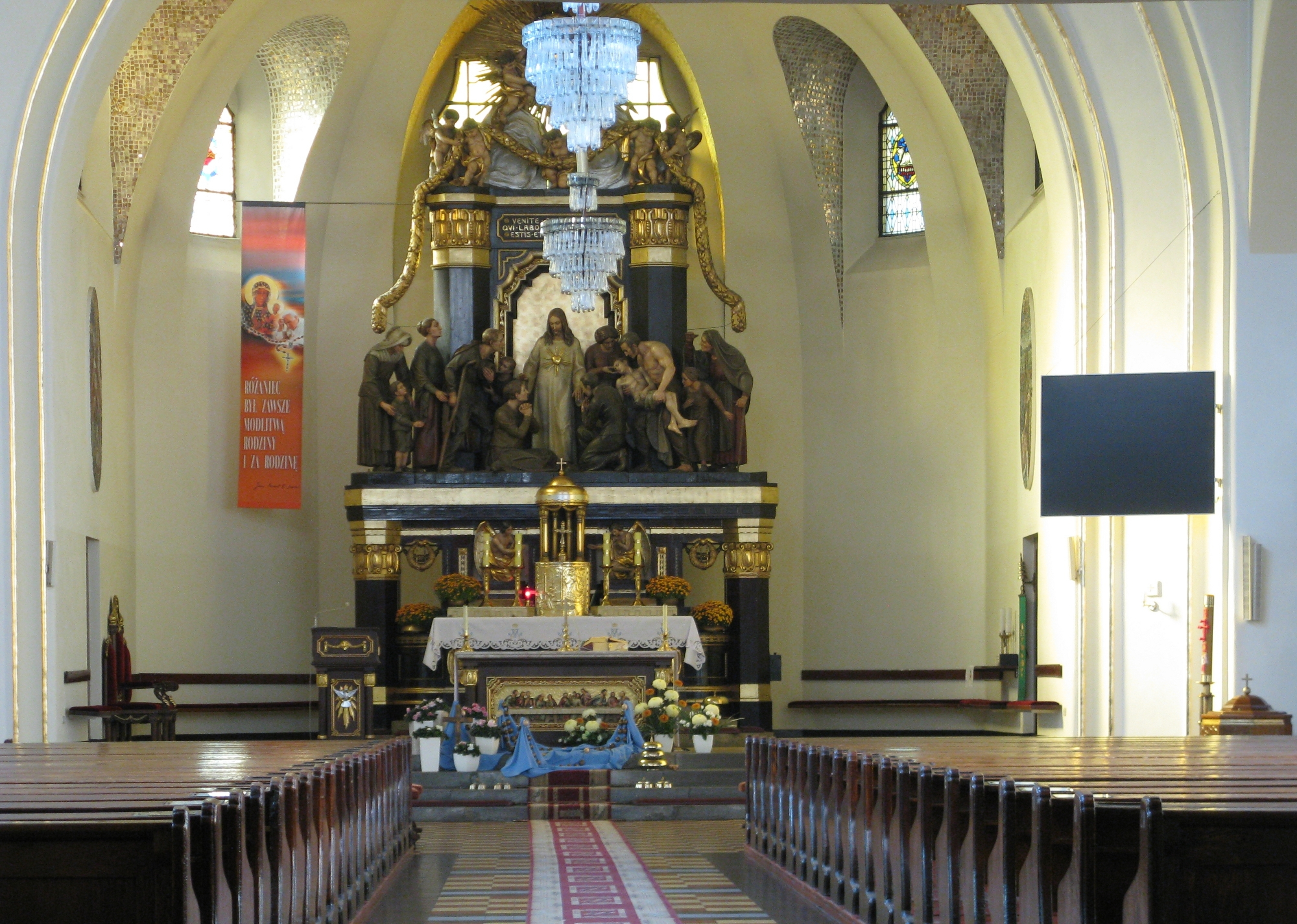
Nawa główna (2018)
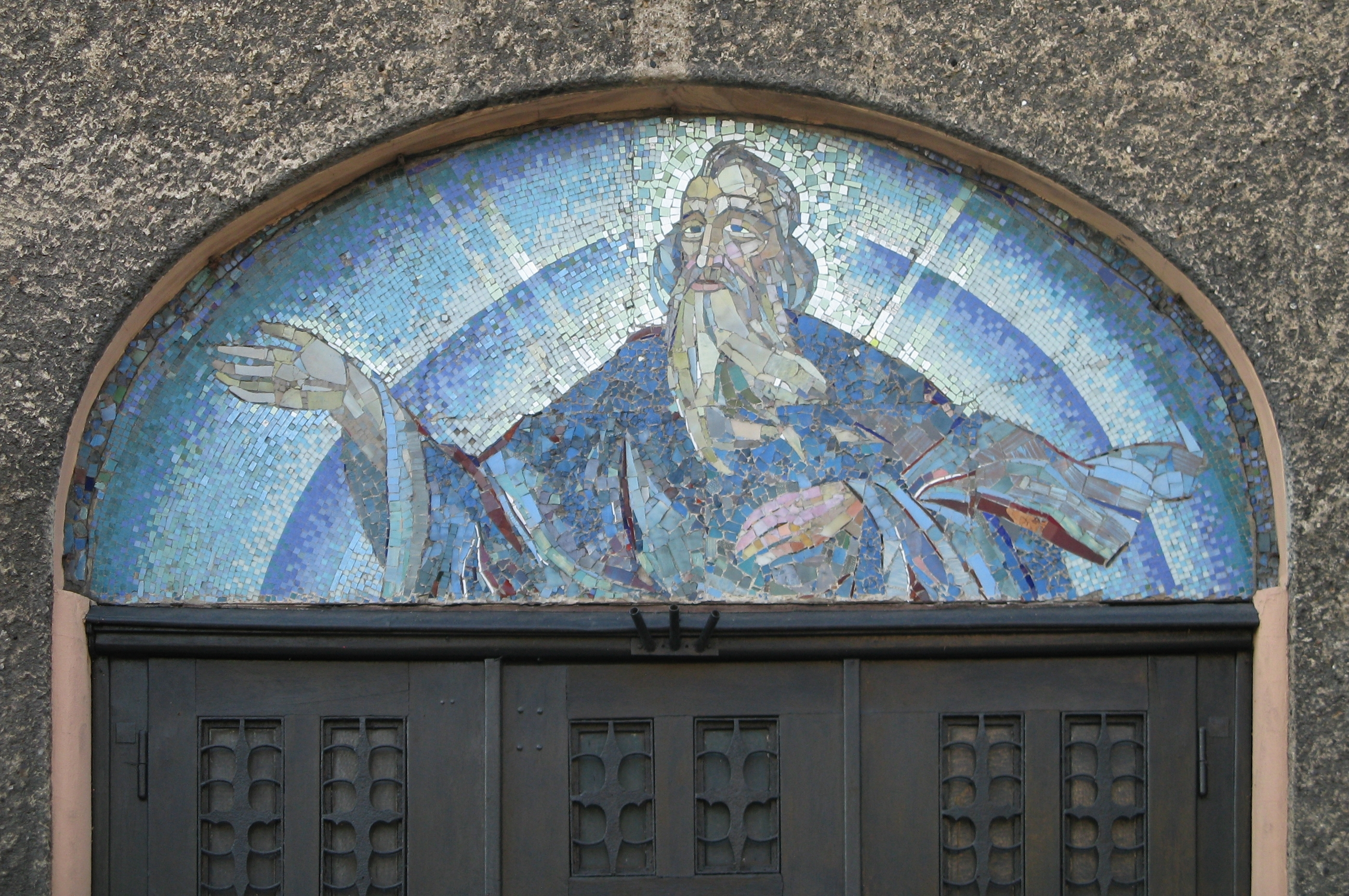
Mozaika nad wejściem do kościoła
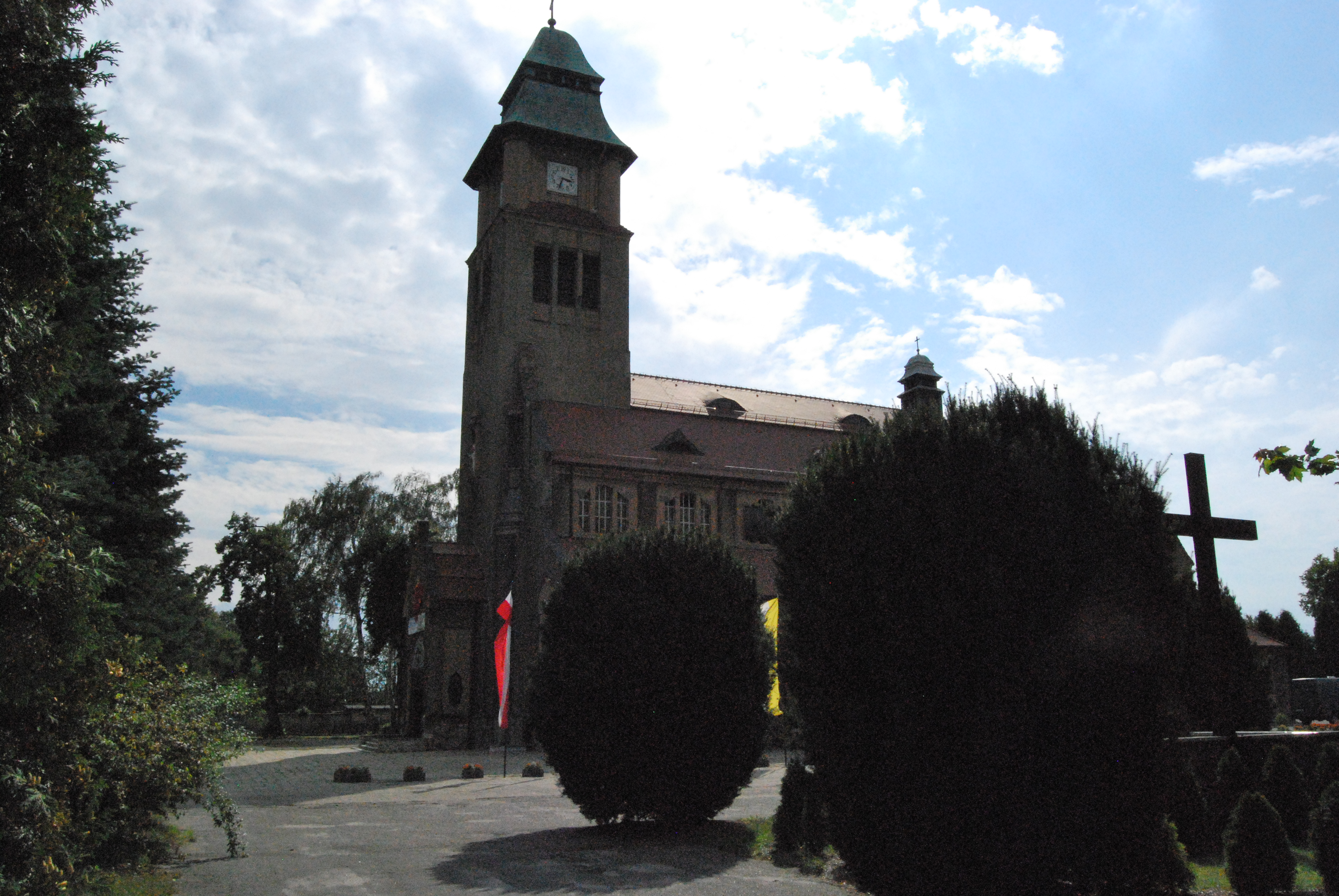
Widok kościoła (2012)
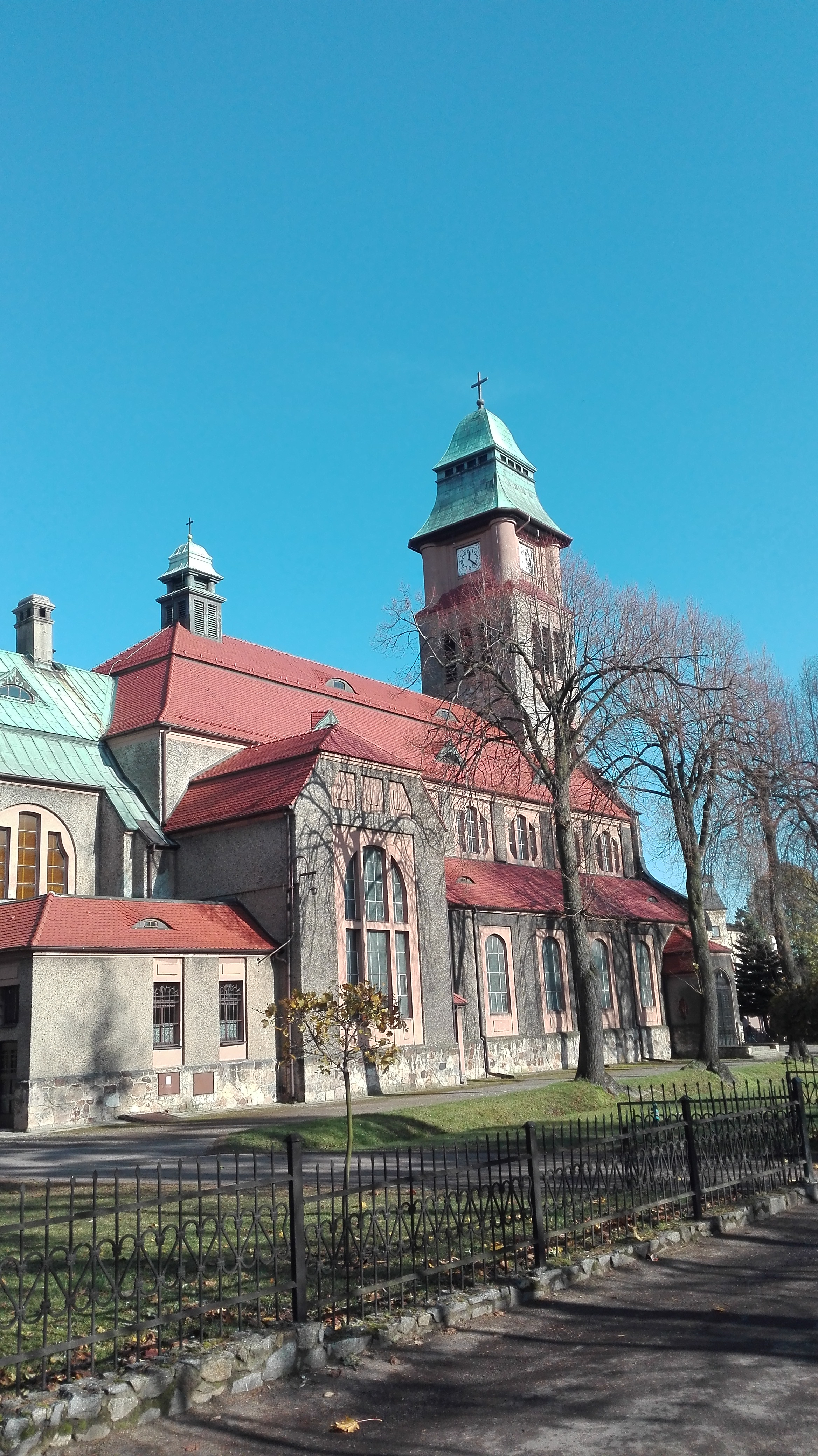
Widok z tyłu (2017)